# Alois von Brinz
Alois (Aloys) Ritter von Brinz (Weiler-Simmerberg, 25 de fevereiro de 1820 — Munique, 13 de setembro de 1887) foi político, jurista e professor universitário alemão, tendo lecionado nas universidades de Erlangen, Praga, Tübingen e Munique. Foi também pesquisador de Direito Romano (pandectista).
Alois foi percursor da Teoria Dualista das Obrigações, dividindo o vínculo obrigacional em Schuld (débito) e Haftung (responsabilidade), o que equivaleria ao debitum e à obligatio do direito romano. 

.